# Карпова Людмила Семенівна
Людмила Семенівна Карпова (нар. 1938) — українська радянська діячка, вчителька Дубенської середньої школи № 1 Рівненської області. Депутат Верховної Ради УРСР 9-го скликання. 

## Біографія
З 1957 р. — старша піонервожата Варковицької середньої школи Дубенського району Рівненської області.
Працювала інструктором, секретарем, 2-м секретарем, 1-м секретарем Дубнівського районного комітету ЛКСМУ Ровенської області.
Член КПРС з 1961 року.
Закінчила Рівненський державний педагогічний інститут імені Мануїльського.
З 1965 р. —  вчителька Дубенської середньої школи № 1 Рівненської області.

## Нагороди
- ордени
- медалі